# Општина Михај Браву (Ђурђу)
Михај Браву (рум. Mihai Bravu) општина је у Румунији у округу Ђурђу.
Oпштина се налази на надморској висини од 85 m.